# XM301加特林機炮
XM301是一門由美国武器製造商通用動力為美军所研製及生產的電力驅動三管加特林轉管机炮，發射20×102毫米北約口徑機炮炮彈。
用作RAH-66「卡曼契」隱形偵察攻击直升机的機載航空機炮的它是世界上最輕便的20毫米加特林機炮。XM301被設計為一門多功能、高精度的輕量級機炮，可以同時滿足空對空和空對地兩種用途。但最終於2004年，XM301的研製和生產都與其上級計劃的RAH-66計劃一併取消。

## 概述
XM301是M61「火神」的輕量化、三管型版本。它亦如「火神」般，依靠相同的電力輸送系統作外部供電驅動。它發射美军在「火神」以上所使用的20mm口徑M-50或PGU系列電子擊發彈藥（Electrically Primed Ammunition），以及新型輕量級X1031／1032鋁套管彈藥，射速可在750、1,500發／分鐘之間選擇。設計上用於安裝在戰鬥直升機以上使用的XM301具有2.2毫弧度的分佈範圍，使其在遠距離亦有著高精度。XM301重量為80.5磅，比火神的重量的三分之一還要輕便。它所使用的鼓型存彈裝置可容納500發以彈鏈串聯的子彈，彈鼓內還具有輔助推彈用的螺旋桿，並能夠15分鐘以內進行現場重新裝填。XM301的砲塔瞄準範圍為＋15°至－45°的俯仰轉向角度和±120°方位轉向角度。它不使用時亦可將炮管向後旋轉並收藏在仰角+2°和180°方位時的一個保形罩以內，以減少雷达橫截面積。

## 研發
從2001年開始，XM301作為RAH-66「卡曼契」的研發計劃的一部分。事實上在1980年代研發時，以前為M61「火神」的雙管原型版本，並已經在卡曼契以上進行測試；但2001年，通用动力公司接管了該項目以前，已經升級到了三管版本。在其早期階段，XM301被稱為通用电气火神II型，為M197加特林機炮的改進型。通用動力公司與地面武器工業集團（GIAT）匯接合作研發RAH-66「卡曼契」的主要武器系統，其具有GIAT研發的砲塔和通用動力公司提供的武器本身。1996年1月，RAH-66「卡曼契」裝備一門無功能的版本XM301以下首飛，不過隨後1997年的飛行中開發測試的開始，使用的是可操作研發型號。通用動力公司和GIAT簽訂了合同，共1,217門XM301武器系統交付給美国陆军；但在2004年2月，由於用於RAH-66的資金被再度分配，用以現有的直升機升級，該合同作廢。

## 平台
- RAH-66「卡曼契」

## 資料來源
1. 1 2  Jane's Air-Launched Weapons, Ewen Southby-Tailyour (2005)
2. 1 2  .   [2011-07-06]. （原始内容存档于2016-10-21）.
3. 1 2 3 4   (PDF).   [2011-07-06]. （原始内容 (PDF)存档于2013-10-22）.
4. 1 2 3  .   [2011-07-06]. （原始内容存档于2016-03-27）.
5. 1 2  .   [2011-07-06]. （原始内容存档于2016-08-10）.

## 外部連結
- （英文）—GlobalSecurity.org XM301 （页面存档备份，存于）
- （英文）—XM301 20mm cannon （页面存档备份，存于）
- （英文）—General Dynamics Ordnance and Tactical Systems XM301 page （页面存档备份，存于）
- XM301 Gatling Gun （页面存档备份，存于） at YouTube
- （简体中文）—D Boy Gun World（槍炮世界）—XM301机炮 （页面存档备份，存于）